# Lacroixilepis major
Lacroixilepis major är en skalbaggsart som beskrevs av Leon Fairmaire 1903. Lacroixilepis major ingår i släktet Lacroixilepis och familjen Melolonthidae. Inga underarter finns listade i Catalogue of Life.